# 莱森
莱森是瑞士联邦西部法语区的沃州下设的一个镇。在行政上属于埃格勒区管辖。莱森的总面积为18.57平方公里，2018年12月31日人口为3,939。

## 地理
莱森平均海拔超过1000米，在18.57平方公里的总面积中，34.9%是农业用地，37.2%是林地。冬季，全镇白雪覆盖，成为一处滑雪胜地。

## 教育
瑞士酒店管理旅游学院在莱森建有分校。